# Lycaste cruenta
Lycaste cruenta är en orkidéart som först beskrevs av John Lindley, och fick sitt nu gällande namn av John Lindley. Lycaste cruenta ingår i släktet Lycaste och familjen orkidéer. Inga underarter finns listade i Catalogue of Life.

## Bildgalleri

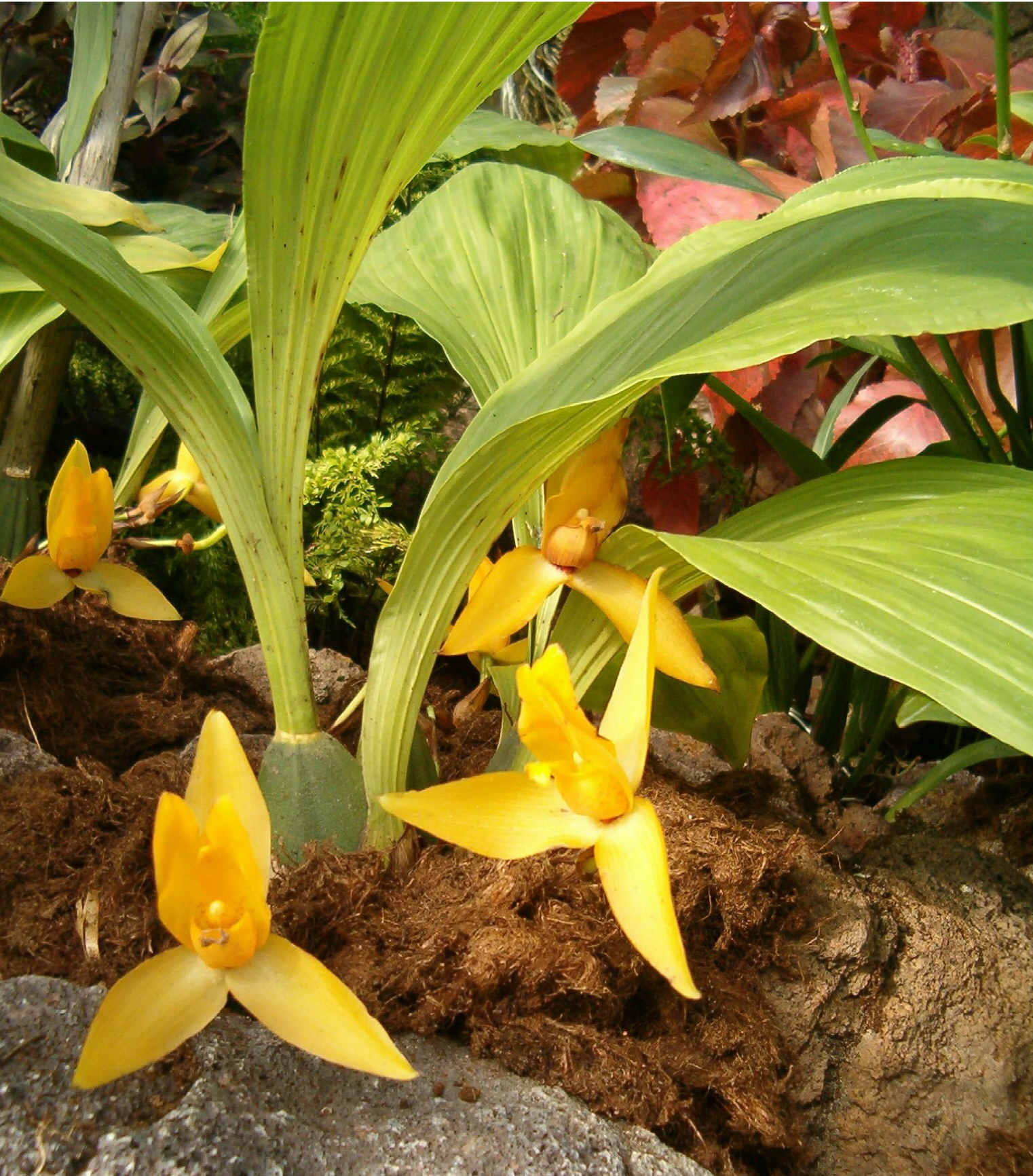
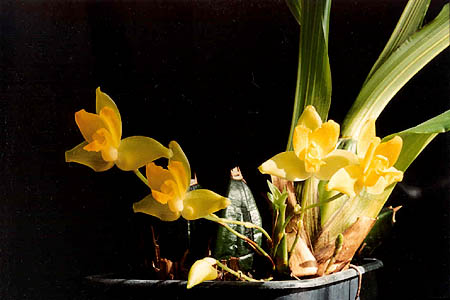
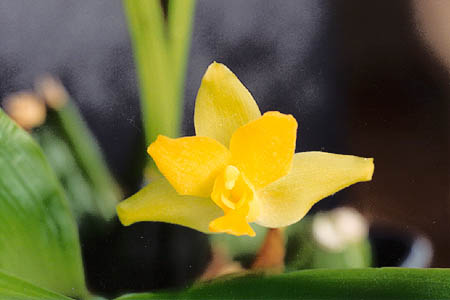
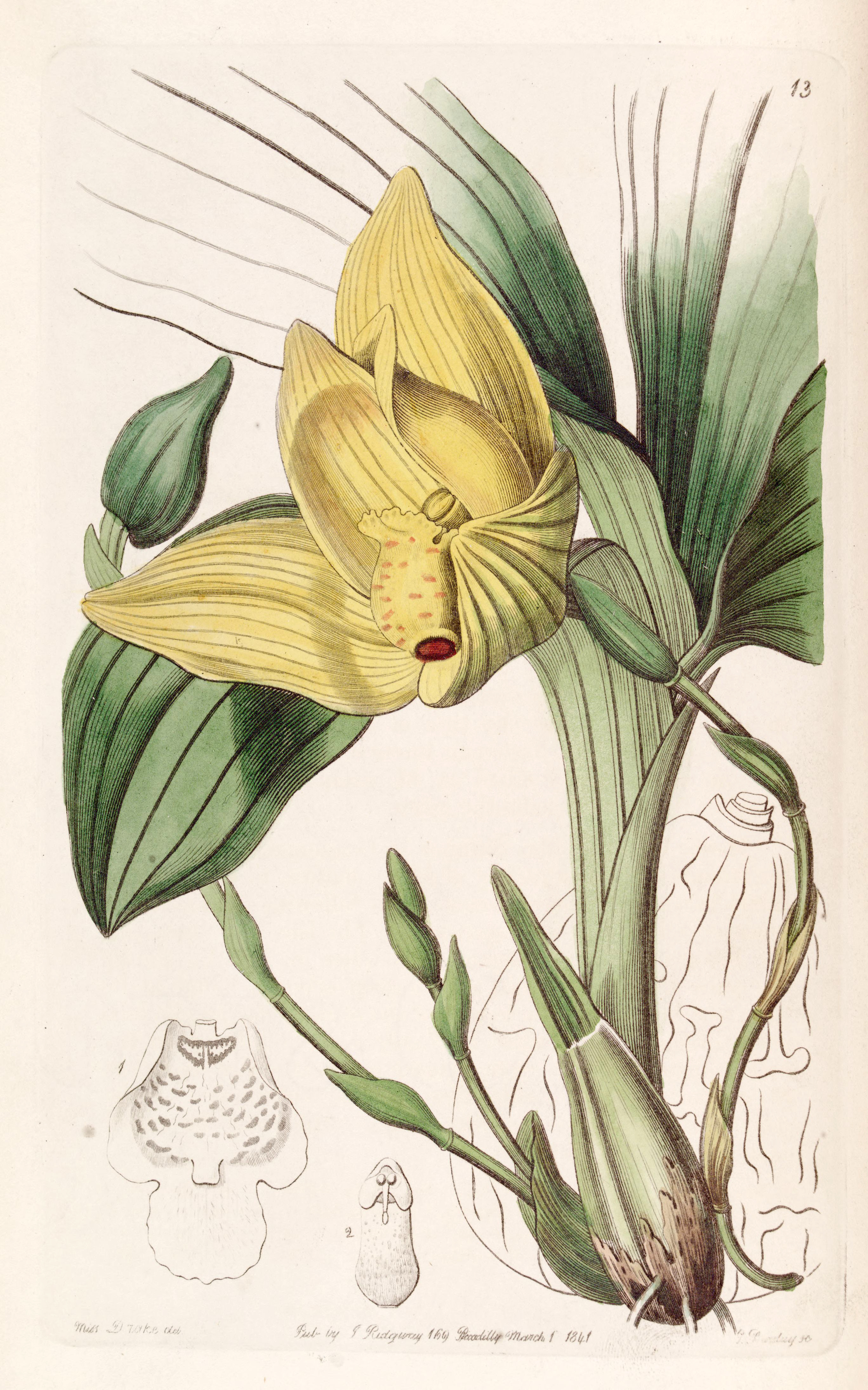